# Dorothea Schotten
Dorothea Schotten (* 25. Juni 1970) ist eine ehemalige deutsche Fußballspielerin.

## Karriere
Schotten gehörte dem im Jahr 1969 im Erkelenzer Stadtteil Lövenich gegründeten Spiel- und Turnverein Lövenich während der Zugehörigkeit zur seinerzeit zweitklassigen und ersten verbandsübergreifende Liga im deutschen Frauenfußball, der Regionalliga West, unter Trainer Toni Zündorf an.
Mit der Mannschaft gelang mit dem 2:1-Sieg über die SSG 09 Bergisch Gladbach am 13. Mai 1986 im Finale um den Mittelrheinpokal nicht nur der Gewinn dieser Trophäe, sondern auch die Qualifikations-Premiere zur Teilnahme am Wettbewerb um den DFB-Pokal.
Nachdem sich ihre Mannschaft zum Auftakt im Achtelfinale sowie im Viertel- und Halbfinale durchzusetzen wusste, erreichte sie das Finale. Im Vorspiel zum Männerfinale war sie mit ihrer Mannschaft am 20. Juni 1987 im Olympiastadion Berlin vor 30.000 Zuschauern dem TSV Siegen mit 2:5 unterlegen; immerhin war sie neben Dagmar Armborst die zweite Spielerin (jedoch die erste), der in diesem Finale ein Tor (zum 1:2 in der 47. Minute) gelang.
Am Saisonende 1991/92 als regionaler Meister aus dieser Spielklasse und anschließend auch als Sieger der Gruppe Nord der Aufstiegsrunde hervorgegangen, stieg sie mit ihrer Mannschaft das erste Mal in die höchste Spielklasse, auf. In der Gruppe Nord der seinerzeit zweigleisigen Bundesliga kam sie in 16 von 18 Saisonspielen zum Einsatz. Ihr Debüt erfolgte am 23. August 1992 (2. Spieltag) bei der 0:1-Niederlage im Auswärtsspiel gegen Tennis Borussia Berlin.
Ihr erstes von sechs Bundesligatoren (darunter zwei Doppeltorerfolge) erzielte sie am 11. Oktober 1992 (5. Spieltag) beim 2:2-Unentschieden im Heimspiel gegen den VfR Eintracht Wolfsburg, Den ersten von   lediglich zwei Siegen ihrer Mannschaft erlebte sie am 27. September 1992 (5. Spieltag) beim 3:0-Sieg im Auswärtsspiel gegen den Mitaufsteiger TV Jahn Delmenhorst; gegen diesen gelang am 18. April 1993 (14. Spieltag) der zweite Sieg, zu dem sie beim 4:0 ihre zweiten zwei Tore beisteuerte. Mit ihren sechs Bundesligatoren ist sie vereinsintern die Spielerin mit den meisten ihrer Mannschaft; das erste Bundesligator hingegen erzielte Karin Heyartz am 20. September 1992 (4. Spieltag) bei der 1:3-Niederlage im Heimspiel gegen die SSG 09 Bergisch Gladbach. Als Vorletzter des Klassements kehrte ihre Mannschaft in die Regionalliga West zurück. Sie war eine von fünf Spielerinnen, die bereits im DFB-Pokalfinale gemeinsam spielten.
Am Saisonende 1996/97 erfolgte der Abstieg in die Verbandsliga Mittelrhein.

## Erfolge
- Meister Regionalliga West 1992 und Aufstieg in die Bundesliga, Gruppe Nord
- DFB-Pokal-Finalist 1987
- Mittelrheinpokal-Sieger 1986